# My Town
My Town is een nummer van de Nederlandse band Racoon uit 2009. Het is de derde en laatste single van hun vierde studioalbum Before You Leave.
"My Town" gaat over Goes, de stad van de mannen van Racoon. Het nummer werd een klein hitje in Nederland, met een 2e positie in de Tipparade.